# پیتر لمبورن ویلسون
پیتر لمبورن ویلسون (انگلیسی: Peter Lamborn Wilson; ۲۰ اکتبر ۱۹۴۵ – ۲۲ مهٔ ۲۰۲۲) نویسنده و شاعر آنارشیست آمریکایی بود که برای معرفی مفهوم «مناطق موقت خودمختار» شناخته شده است. این‌ها مناطقی با عمر کوتاه هستند که خارج از ساختارهای رسمی نظارت و کنترل قرار می‌گیرند. ویلسون در دههٔ ۱۹۷۰ در خاورمیانه زندگی کرد و با هدایت سید حسین نصر در موسسهٔ پژوهشی حکمت و فلسفه ایران مشغول به کار شد. او از دههٔ ۱۹۸۰ نوشته‌های بسیاری را با نام مستعار «حکیم بیگ» منتشر کرده است که در آن‌ها به تشریح نظریهٔ خود با عنوان «آنارشی شناختی» پرداخته است.

## زندگی‌نامه
ویلسون در ۲۰ اکتبر ۱۹۴۵ در بالتیمور متولد شد. هنگام تحصیل در دانشگاه کلمبیا با وارن تارتاگلیا آشنا شد که در آن زمان به تبلیغ اسلام در میان دانشجویان می‌پرداخت. ویلسون به گروهی که به رهبری تارتاگلیا تأسیس شده بود پیوست، اما بعدها به عضویت انشعابی از این گروه به نام کلیسای ارتدکس موریش درآمد. این انجمن حضور فعالی در «باشگاه مکاشفات معنوی» داشت که توسط تیموتی لری تأسیس شد.
ویلسون که از اوضاع اجتماعی و سیاسی آمریکا سرخورده بود، تصمیم به ترک این کشور گرفت و کمی بعد از ترور مارتین لوتر کینگ در سال ۱۹۶۸ به لبنان رفت، سپس به قصد مطالعهٔ تصوف به هند رفت اما مفتون تانترا شد و در جستجوی گنگش بابا درآمد. او یک ماه را در بیمارستان کاتماندو برای درمان هپتاتیت گذراند و در غاری در کرانهٔ شرقی گنگ به تمرین مراقبه پرداخت.
پس از هند ویلسون به پاکستان و سپس به ایران رفت. او به همراه محقق فرانسوی هانری کربن به ترجمهٔ متون کلاسیک فارسی پرداخت و به عنوان خبرنگار در مجلهٔ تهران مشغول به کار شد. با تأسیس موسسهٔ حکمت و فلسفهٔ ایران، سید حسین صدر مدیریت انتشارات انگلیسی این نهاد و دبیری مجلهٔ آن را به ویلسون داد و او از سال ۱۹۷۵ تا ۱۹۷۸ عهده‌دار این مسئولیت بود. او همچنین در مطالعاتی راجع به طریقهٔ نعمت‌اللهی و اسماعیلیه با نصرالله پورجوادی همکاری داشت.
پس از انقلاب، ویلسون به نیویورک رفت و با ویلیام باروز هم‌خانه شد. باروز از ویلسون برای فراهم کردن منابع در رابطه با حسن صباح برای رمان‌ش (سرزمین‌های غربی) قدردانی کرده است.
ویلسون اواخر عمرش را در نیویورک در شرایطی که آن را «فقر مستقل» می‌خواند سپری کرد. در اواخر عمرش به دین بابی، مخصوصاً شاخهٔ ازلی آن علاقمند شد که در دو کتاب آخر خود که در اوائل ۲۰۲۲ منتشر شدند به این موضوع اشاره کرده است.
ویلسون در ۲۲ مه ۲۰۲۲ در اثر ایست قلبی درگذشت.

## نظریه‌ها
ویلسون با مفاهیمی چون «آنارشی شناختی» و «مناطق موقت خودمختار» شناخته می‌شود. نوشته‌های ویلسون با نام مستعار «حکیم بیگ» در دههٔ ۸۰ میلادی آغازگر مکتب پست‌آنارشیسم شدند.

## انتقادات
ماری بوکچین آثار ویلسون را با عنوان «آنارشیسم مبتنی بر سبک زندگی» مردود می‌دانست و نوشته‌های او را به خاطر آغشته بودن به عرفان، غیب‌گرایی و خردگریزی مورد انتقاد قرار می‌داد. جان زرزن او را یک «لیبرال پست-مدرن» و «اساساً رفرمیست» نامیده است.